# Антонио Гауди (фильм)
«Антонио  Гауди» (яп. アントニー・ガウディー) — японский документальный фильм 1984 года режиссёра Хироси Тэсигахары о творчестве Антонио Гауди. В фильме режиссёр посещает здания авторства легендарного архитектора, в том числе дома в Барселоне и храм Святого Семейства.

## Восприятие
Фильм удостоился высоких оценок критиков The Village Voice и The New York Times.
Фернандо Ф. Кроче (Slant Magazine) отметил: «Тэсигахара позволяет работам Гауди говорить самим за себя… Пока камера Тэсигахары путешествует по улицам Барселоны, величие и явная странность сочетания арабесок в стиле модерн и органических контуров, созданных Гауди в XIX веке, берут верх».